# Observatoire spatial d'Onsala

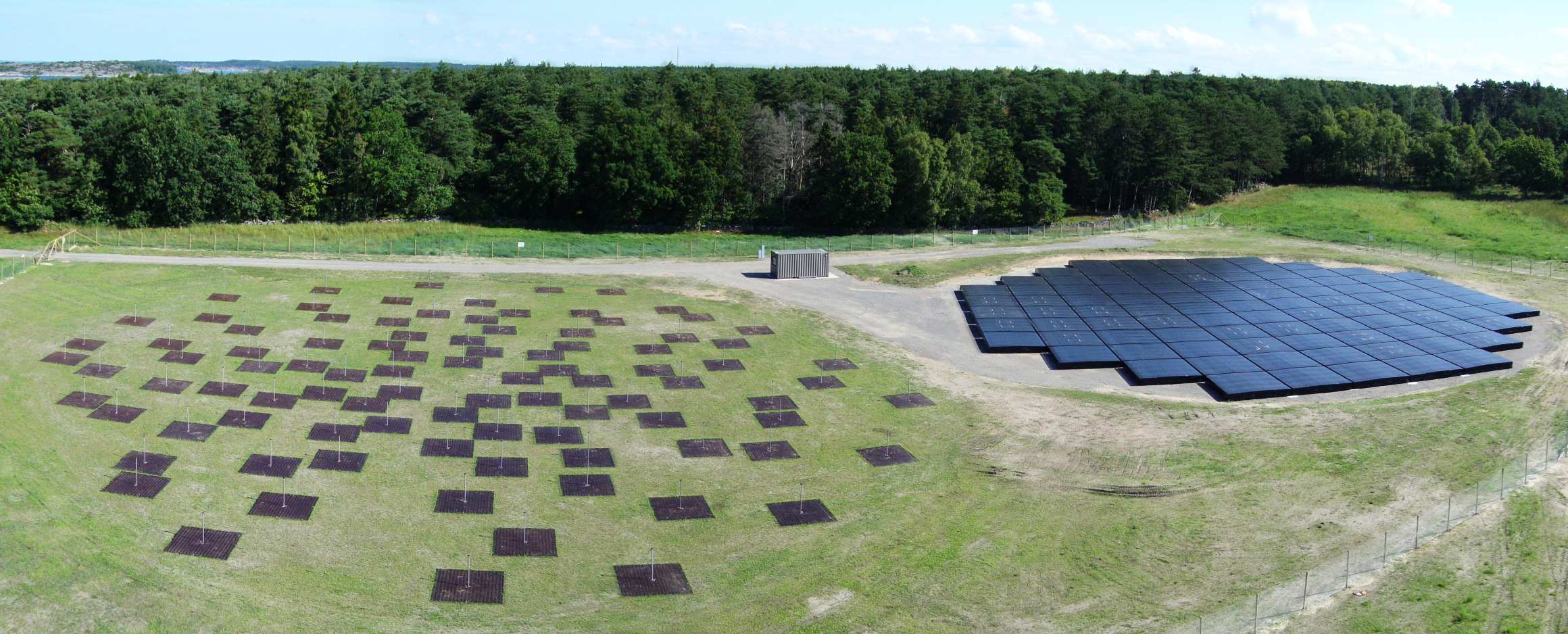
Réseau d'antennes du LOFAR installé à Onsala.

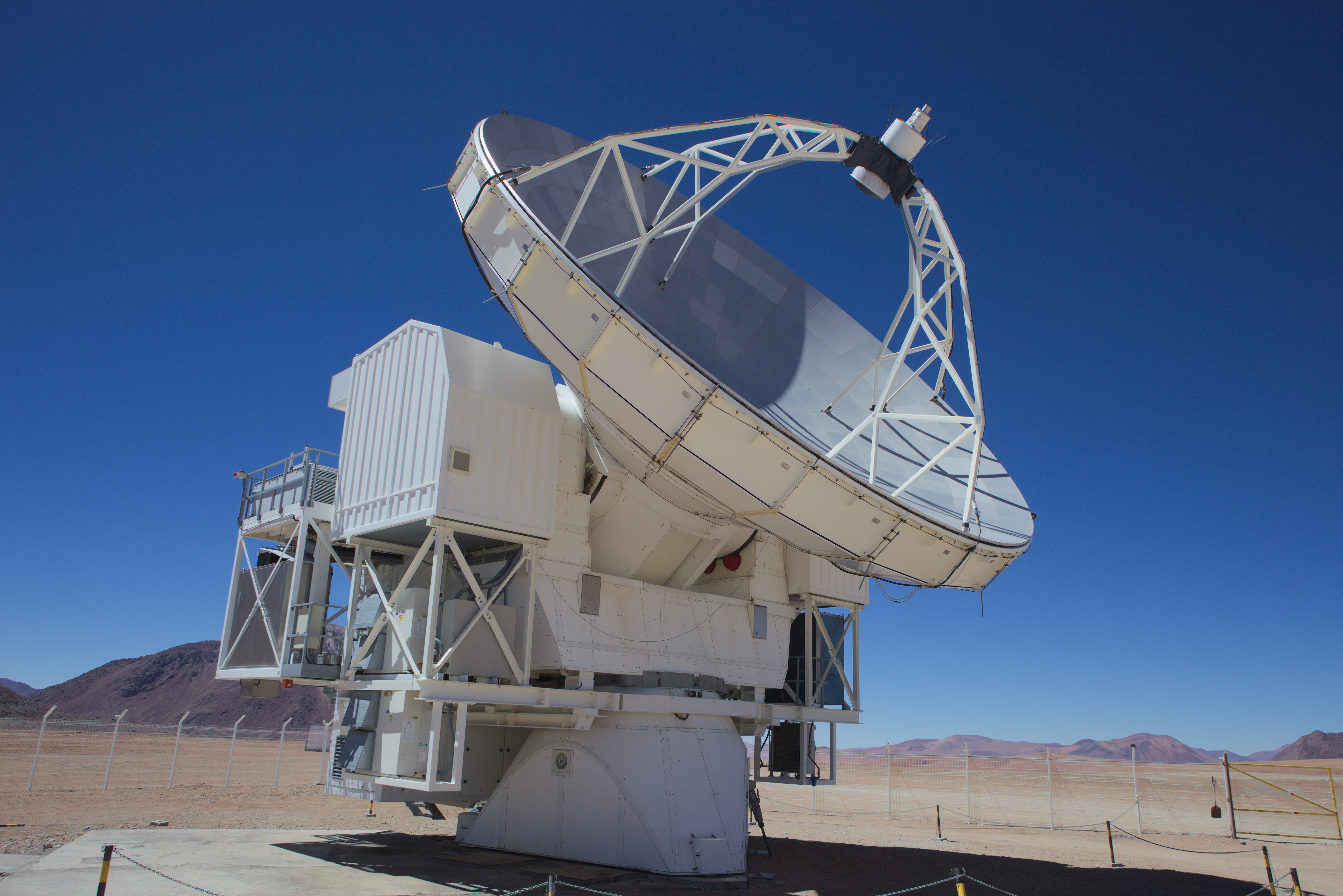
L'observatoire d'Onsala est un des trois contributeurs du radiotélescope APEX installé sur un haut plateau au Chili.

L'Observatoire spatial d'Onsala est un institut de recherche suédois qui rassemble les équipements et les personnels effectuant des observations en radio-astronomie. L'observatoire, créé en 1949 par le professeur Olof Rydbeckest, est situé sur le territoire de la commune de Kungsbacka dans la presqu'île de Onsala. Il est hébergé par le département des sciences de la Terre et de l'Espace de l' École polytechnique Chalmers (Göteborg) et est piloté par le Conseil de la recherche suédoise. Il dispose de plusieurs radiotélescopes et participe à des projets internationaux comme ALMA (Atacama Large Millimeter Array) et Atacama Pathfinder Experiment (APEX).

## Instruments
Les principaux instruments de l'observatoire sont :
- Deux radiotélescopes comportant respectivement des antennes paraboliques de 20 et 25 mètres situés dans la  presqu'île de Onsala près de Göteborg destinés à l'étude de la création et de la mort des étoiles ainsi qu'à l'étude des molécules présentes dans la Voie Lactée et dans les autres galaxies. Ce sont les équipements les plus anciens encore en fonctionnement. L'antenne de 25 mètres a été inaugurée en 1964. L'antenne de 20 mètres inaugurée en 1976 est entourée d'un radôme qui a été remplacé en 2014[2],[3].
- Deux radiotélescopes dotés d'antennes paraboliques de 13,2 mètres participant au projet d'interférométrie international VGOS (VLBI Global Observing System). Ces antennes installées à Onsala ont été inaugurées en 2017[4].
- Un réseau de 192 antennes implanté depuis 2011 à Onsala et constituant la contribution suédoise  au réseau LOFAR. Celui-ci se consacre notamment à l'étude des pulsars et de l'histoire de l'univers[5].
- L'observatoire participe à la conception du réseau d'antennes Square Kilometre Array (SKA) qui doit entrer dans sa phase de construction en 2018[6].
- Contribution au radiotélescope submillimétrique ALMA (Atacama Large Millimeter Array) installé sur le haut plateau du Chajnantor dans le désert de l'Atacama au Chili.
- Contribution suédoise (23%) au radiotélescope Atacama Pathfinder Experiment (APEX) de 12 mètres de diamètre et constituant un prototype des antennes d'Alma. Il a été inauguré en 2005. L'observatoire d'Onsala a développé les instruments (détecteurs) SHFI (déclassé en 2017) et SEPIA installé en 2015[7].
- Event Horizon Telescope
- Odin